# Liste von Museen in Deutschland
Die Liste von Museen in Deutschland ist nach den sechzehn Bundesländern gegliedert. Es gibt über 7000 Museen in Deutschland mit über 117 Millionen Besuchern jährlich.

## Liste
- Liste der Museen in Baden-Württemberg
- Liste der Museen in Bayern
- Liste der Museen in Berlin
- Liste der Museen in Brandenburg
- Liste der Museen in der Freien Hansestadt Bremen
- Liste der Museen in Hamburg
- Liste der Museen in Hessen
- Liste der Museen in Mecklenburg-Vorpommern
- Liste der Museen in Niedersachsen
- Liste der Museen in Nordrhein-Westfalen
- Liste der Museen in Rheinland-Pfalz
- Liste der Museen im Saarland
- Liste der Museen in Sachsen
- Liste der Museen in Sachsen-Anhalt
- Liste der Museen in Schleswig-Holstein
- Liste der Museen in Thüringen